# Дольни-Кубин
До́льни-Ку́бин (словац. Dolný Kubín, нем. Unterkubin, венг. Alsókubin) — город в северной Словакии, лежащий на реке Орава в долине между горными массивами Малая Фатра, Оравска-Магура и Хочске-Врхи. Население — около 19 тыс. человек.

## История
Дольни-Кубин был впервые упомянут в 1314 году как небольшое ремесленно-земледельческое поселение. В 1604 Дольни-Кубин сожгли гайдуки. В 1632 Долны Кубин стал городом. В 1683 ненадолго в Дольни-Кубине останавливается войско союзника — польского короля Яна III Собеского, который вёл свои войска к Вене. Пребывание дружественного войска имело, однако, ужасающие последствия для города — он был разграблен. С 1712 Дольни-Кубин становится центром Оравы. В 1960 началась индустриализация и бурный рост города.

## Население
| Год:                | 1994   | 2004    | 2014    | 2024    |
| ------------------- | ------ | ------- | ------- | ------- |
| Количество человек: | 19 464 | 19 883  | 19 291  | 17 540  |
| Разница:            |        | +2,15 % | −2,97 % | −9,07 % |

## Культура
Театр
- Местный культурный центр (Площадь Свободы, д. 1)

Музеи
- Оравская галерея (Площадь Гвездослава, д. 11)
- Библиотека Чапла — часть Оравского музея им. Павла Орсага Гвездослава (Площадь Гвездослава, д. 7)
- Флоринов дом — экспозиция Оравского музея им. Павла Орсага Гвездослава (Сад Когуты)
- Библиотека — Оравская библиотека Антона Габовштяка (ул. Самуэля Новака, д. 1763/2)

Кинотеатры
- Кинотеатр Хоч (Площадь Гвездослава)

Строения
Памятники
- Старинное кладбище (Аллея свободы)

## Достопримечательности
- Оравская галерея

## Персоналии
- Матушка, Янко (1821—1877) — словацкий поэт, писатель, журналист, автор гимна Словакии.